# Salonboot

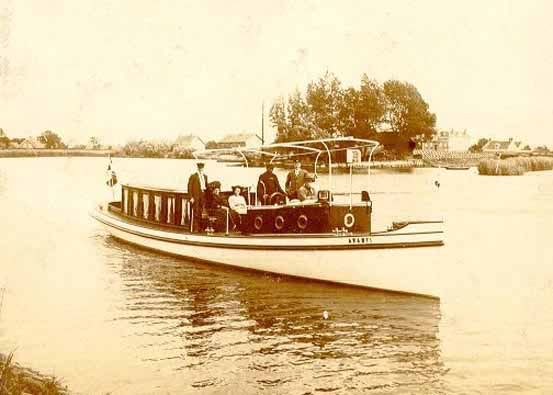
De Salonboot Avanti in 1909

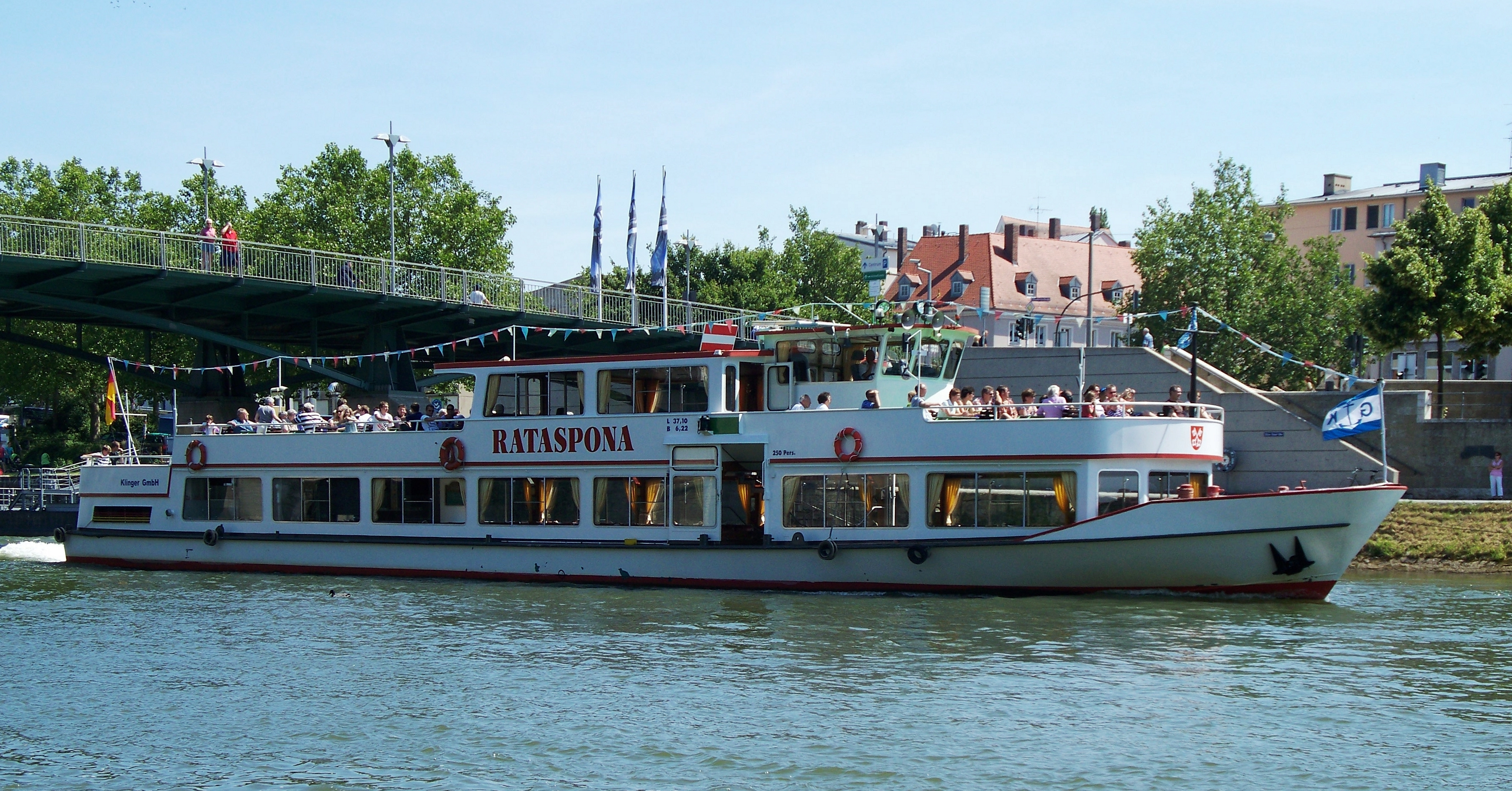
Salonboot op de Donau

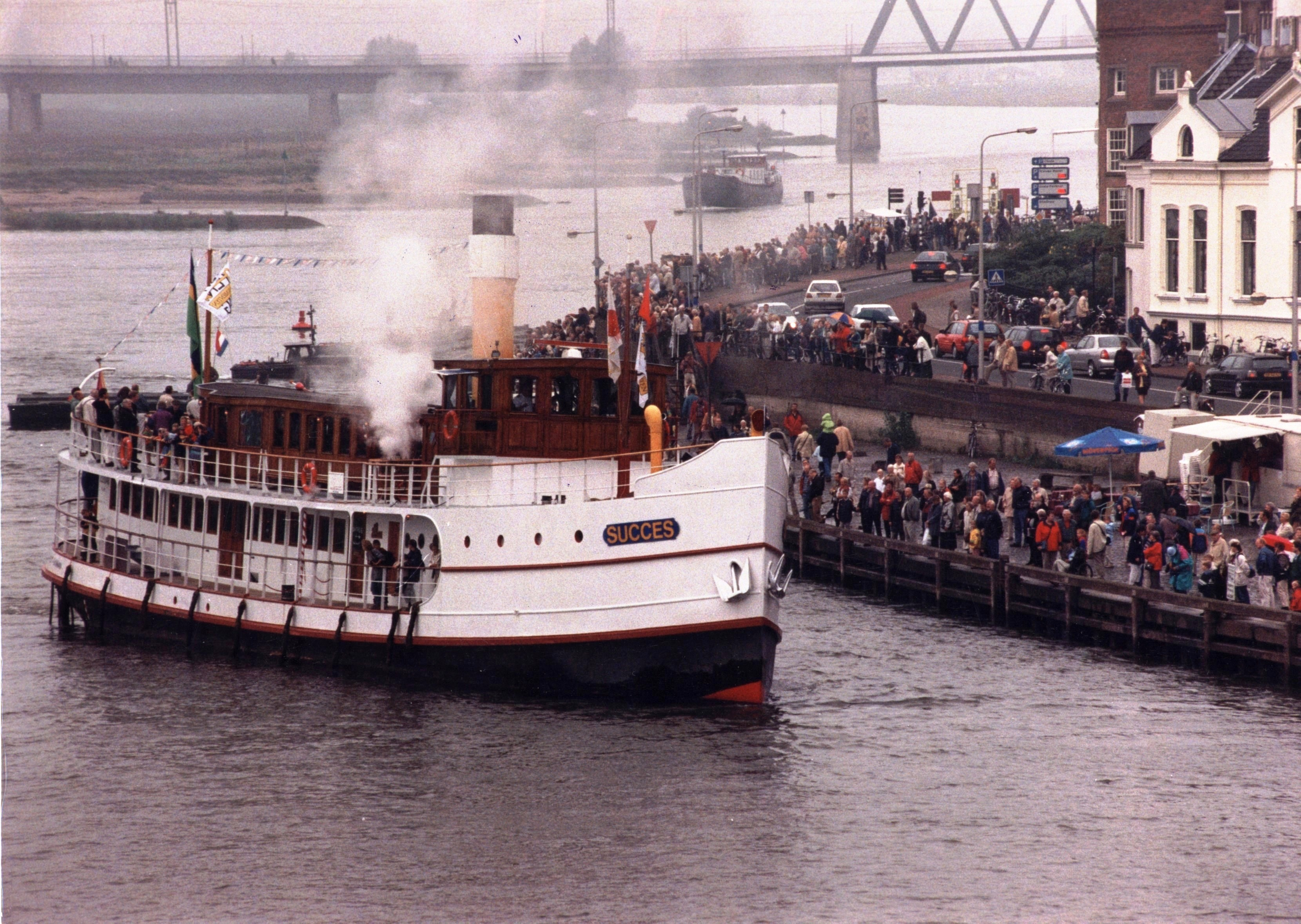
Klassieke salonboot op de IJssel bij Deventer

Een salonboot is een luxueus ingericht binnenvaartschip bestemd voor dagtochtjes of riviercruises. Voorheen werd zo'n boot ook wel notarisboot of directieschip genoemd. De benaming wijst op het feit dat een salonboot is voorzien van een comfortabele salon met uitzicht rondom, waar men zich tijdens de reis kan vermaken. In vroeger tijden werden deze schepen gebouwd voor de gegoede klasse. Meestal was de maximale lengte 25 meter. Salonboten kunnen door de luxueuze inrichting geschikt zijn voor grote feesten, zoals bruiloften en worden daar dan soms voor afgehuurd.
Er zijn nog historische salonboten in de vaart, gerestaureerd door liefhebbers dan wel als rondvaartboot. De Federatie Varend Erfgoed Nederland houdt een register bij van deze boten.